# 1re division d'infanterie coloniale
Pour les articles homonymes, voir 1re division.
La 1re division d'infanterie coloniale (abréviée 1re DIC) est une unité militaire de l'Armée française regroupant des troupes coloniales qui a été créé avant la Première Guerre mondiale et a combattu lors de la Seconde Guerre mondiale.

## Création et différentes dénominations
- ? : 1re division d'infanterie coloniale
- 1914 : dissolution
- 1927 : 1re division d'infanterie coloniale sénégalaise
- ? : 1re division d'infanterie coloniale

## Commandants
- 1906 : général Frey
- 1929 - 1931 : général Freydenberg
- 1939 - 1940 : général Germain
- 1940 : général Roucaud

## Historique des garnisons, combats et batailles

### Première Guerre mondiale
En juillet 1914, sa composition est la suivante:
- État-Major : à Paris, général Leblois.
- 2e brigade, à Lyon, général Simonin
  - 5e régiment d'infanterie coloniale, Lyon
  - 6e régiment d'infanterie coloniale, Lyon
- 5e brigade, à Paris, général Goullet
  - 21e régiment d'infanterie coloniale, Paris
  - 23e régiment d'Infanterie coloniale, Paris

Elle est dispersée au début de la guerre, la 2e brigade coloniale est isolée puis rejoint la 76e division d'infanterie (initialement appelée division de Vassart) et la 5e brigade coloniale passe en réserve d'infanterie du corps d'armée colonial.

### Entre-deux-guerres
En conséquence de la loi du 13 juillet 1927 sur l'organisation générale de l'armée, la 1re division d'infanterie coloniale sénégalaise est recréée le 1er novembre 1927 par transformation de la 35e division d'infanterie. Avec son état-major à Bordeaux, elle est alors constituée comme suit :
- 1re brigade coloniale, à Bordeaux :
  - 3e régiment d'infanterie coloniale, à Rochefort et Bordeaux,
  - 14e régiment de tirailleurs sénégalais, à Mont-de-Marsan et Tarbes.
- 2e brigade coloniale, à Montauban :
  - 16e régiment de tirailleurs sénégalais, à Montauban et Castelsarrasin,
  - 24e régiment de tirailleurs sénégalais, à Perpignan, Cette et Agde.
- 58e régiment d'artillerie coloniale, à Bordeaux et Libourne.

À la veille de la Seconde Guerre mondiale, la division est constituée ainsi :
- 1re brigade coloniale, à La Rochelle :
  - 2e régiment d'infanterie coloniale (2e RIC), à Brest,
  - 12e régiment de tirailleurs sénégalais (12e RTS), à La Rochelle et Saintes.
- 2e brigade coloniale, à Bordeaux :
  - 3e régiment d'infanterie coloniale, à Rochefort, Bordeaux et Marennes,
  - 14e régiment de tirailleurs sénégalais, à Mont-de-Marsan et Tarbes.
- Artillerie divisionnaire, à Bordeaux :
  - 1er régiment d'artillerie coloniale (1er RAC), à Libourne et Bordeaux,
  - 11e régiment d'artillerie coloniale (11e RAC), à Lorient.

### Seconde Guerre mondiale

#### Mobilisation et hivernage
Dès la mobilisation, le 2e RIC passe à la 4e division d'infanterie coloniale et le 11e RAC passe au corps d'armée colonial. Les unités de la division sont renforcées par des réservistes pour passer à leur effectif de guerre. Le 1er RAC se dédouble et forme le 201e régiment d'artillerie lourde coloniale divisionnaire.
La division est immédiatement dirigée vers la frontière Nord-Est de la France, les derniers échelons de la division rejoignant les éléments d'active sur le front. Au début de l'hiver, les régiments de tirailleurs sénégalais de la division sont rapatriés vers le midi de la France pour protéger les Africains du climat. Le 12e RTS est dissout le 1er décembre 1939 et forme le 12e régiment d'infanterie coloniale (12e RIC), constitué de soldats européens. Un nouveau 12e RTS est créé le 15 décembre (il rejoindra le front en avril 1940 et remplacera le 12e RIC qui sera alors dissous).

#### Réorganisation
En avril et début mai, les tirailleurs sénégalais rejoignent la division et les deux régiments d'artillerie divisionnaire sont renforcés de contingents africains. La division est jugée bien entraînée et bien équipée.

#### Composition
Au 10 mai 1940 :
Cavalerie
- 71e groupe de reconnaissance de division d'infanterie

Infanterie
- 3e régiment d'infanterie coloniale
- 12e régiment de tirailleurs sénégalais
- 14e régiment de tirailleurs sénégalais

Artillerie
- 1er régiment d'artillerie coloniale divisionnaire
  - 10e batterie divisionnaire antichar du 1er RACD
- 201e régiment d'artillerie lourde coloniale divisionnaire
- 71e parc d'artillerie divisionnaire
- 71e compagnie d'ouvriers d'artillerie
- 71e section de munitions hippomobile
- 271e section de munitions automobile

Génie
- compagnie de sapeurs mineurs 71/1
- compagnie de sapeurs mineurs 71/2

Transmissions
- compagnie télégraphique 50/81
- compagnie radio 50/82

Train
- compagnie hippomobile 50/22
- compagnie automobile 150/22

Intendance
- groupe d'exploitation divisionnaire 50/22

Santé
- 71e groupe sanitaire divisionnaire

#### Attaque allemande
Le 10 mai 1940, au déclenchement de la bataille de France, la 1re division d'infanterie coloniale est placée entre la forêt d'Argonne et la Meuse, en réserve de la 2e armée. Cette dernière est chargée en premier lieu de protéger la ligne Maginot d'une manœuvre tournante. 
La division disparaît le 21 juin 1940, la plupart de ses éléments capturés dans les Vosges .